# Bossiaea foliosa
Bossiaea foliosa, thường được biết đến với tên Leafy Bossiaea, là một loài thực vật có hoa thuộc họ Fabaceae được tìm thấy ở miền đông Úc. Loài này được chính thức miêu tả bởi nhà thực vật học Allan Cunningham ở Geographical Memoirs on New South Wales năm 1825. Loài này có mặt ở New South Wales và Victoria.